# نیروهای مسلح سومالی
نیروهای مسلح سومالی (انگلیسی: Somali Armed Forces) مجموعه نیروهای مسلح سومالی است، که در سال ۱۹۶۰ تشکیل شد.